# Parafia Świętego Krzyża w Inowrocławiu
Parafia Świętego Krzyża w Inowrocławiu jest jedną z 9 parafii należących do dekanatu inowrocławskiego II.

## Rys historyczny
- 1863 r.- wybudowanie ewangelickiego kościoła
- 1967 r.- powstanie ośrodka duszpasterskiego
- 1 maja 1971 r.- ośrodek został przekształcony  w parafię
- 27 sierpnia 2016 r. - odbyła się uroczystość wprowadzenia franciszkanów do parafii Świętego Krzyża w Inowrocławiu. Po 200 latach wrócili do miasta, w którym znajdował się jeden z najstarszych klasztorów na ziemiach polskich. Uroczystości przewodniczył ks. Prymas Wojciech Polak, zaś Eucharystii nowy proboszcz - o. Daniel Pliszka OFMConv.

## Dokumenty
Księgi metrykalne:
- ochrzczonych od 1967 roku
- małżeństw od 1967 roku
- zmarłych od 1967 roku

## Zasięg parafii
Ulice Inowrocławia na obszarze parafii: Kilińskiego, Kościelna, Kościuszki, Królowej Jadwigi od 2-34 (strona parzysta), Osiedle Mieszka I, Plac 1 Maja, Plac Klasztorny, Św. Ducha 1-121 i 2-122, Wałowa.
Miejscowości na obszarze parafii: Komaszyce i Turzany.